# Archibald Campbell (1629-1685)
Archibald Campbell, 9e graaf van Argyll (1629-1685) was een protestantse edelman uit Schotland, die in 1685 leiding gaf aan een gewapende opstand tegen koning Jacobus II van Engeland. Hij werd wegens hoogverraad terechtgesteld.
Argyll leefde tot 1685 enige tijd als balling in Friesland op een landgoed dat hij als uitwijkplaats had gekocht. Dit naar aanleiding van een profetie van een van zijn pachters. Van 1685 tot 1687 woonde hier zijn zoon Archibald, 1e hertog van Argyll. Sommige bronnen stellen dit landgoed zich in Leeuwarden bevond, maar historisch onderzoek hebben heeft tot dusverre geen duidelijkheid kunnen geven. Hij bezocht geregeld Amsterdam en Rotterdam en logeerde langere tijd bij zijn vrienden, de familie Smith in Utrecht. Naar eigen zeggen bracht hij veel tijd door met godsdienstige oefeningen en meditatie. In Leeuwarden stond hij in contact met een groep presbyterianen.
A.J. Andreae deed in 1885 de suggestie dat het ging om het huis te Oudwoude was dat later in handen kwam van de katholieke Ierse edelman Donough MacCarthy, 4e graaf van ClanCarty. Dit is echter niet op schriftelijke bronnen gebaseerd. ClanCarty kocht het huis pas in 1722 door gebruik te naken van het naastingsrecht.